# Tōru Kitamura
Tōru Kitamura, (en japonès: 北村徹, Prefectura de Kumamoto, 1960 - 10 de desembre de 2010) va ser un ciclista japonès, que s'especialitzà amb la pista. Va guanyar una medalla de bronze al Campionat del món de keirin de 1982 per darrere del canadenc Gordon Singleton i l'australià Danny Clark.